# L'illusione di Dio
(Piergiorgio Odifreddi)
L'illusione di Dio (The God Delusion, 2006) è un'opera dell'etologo britannico Richard Dawkins, professore di Public Understanding of Science presso l'Università di Oxford. Il libro è stato pubblicato in italiano nel settembre 2007.
The God Delusion ha raggiunto nel novembre 2006 la seconda posizione nella classifica dei best seller di Amazon.com. All'inizio di dicembre 2006 ha raggiunto la quarta posizione della New York Times Best Seller list dopo nove settimane in classifica. A partire da aprile 2007 è elencato al decimo posto.

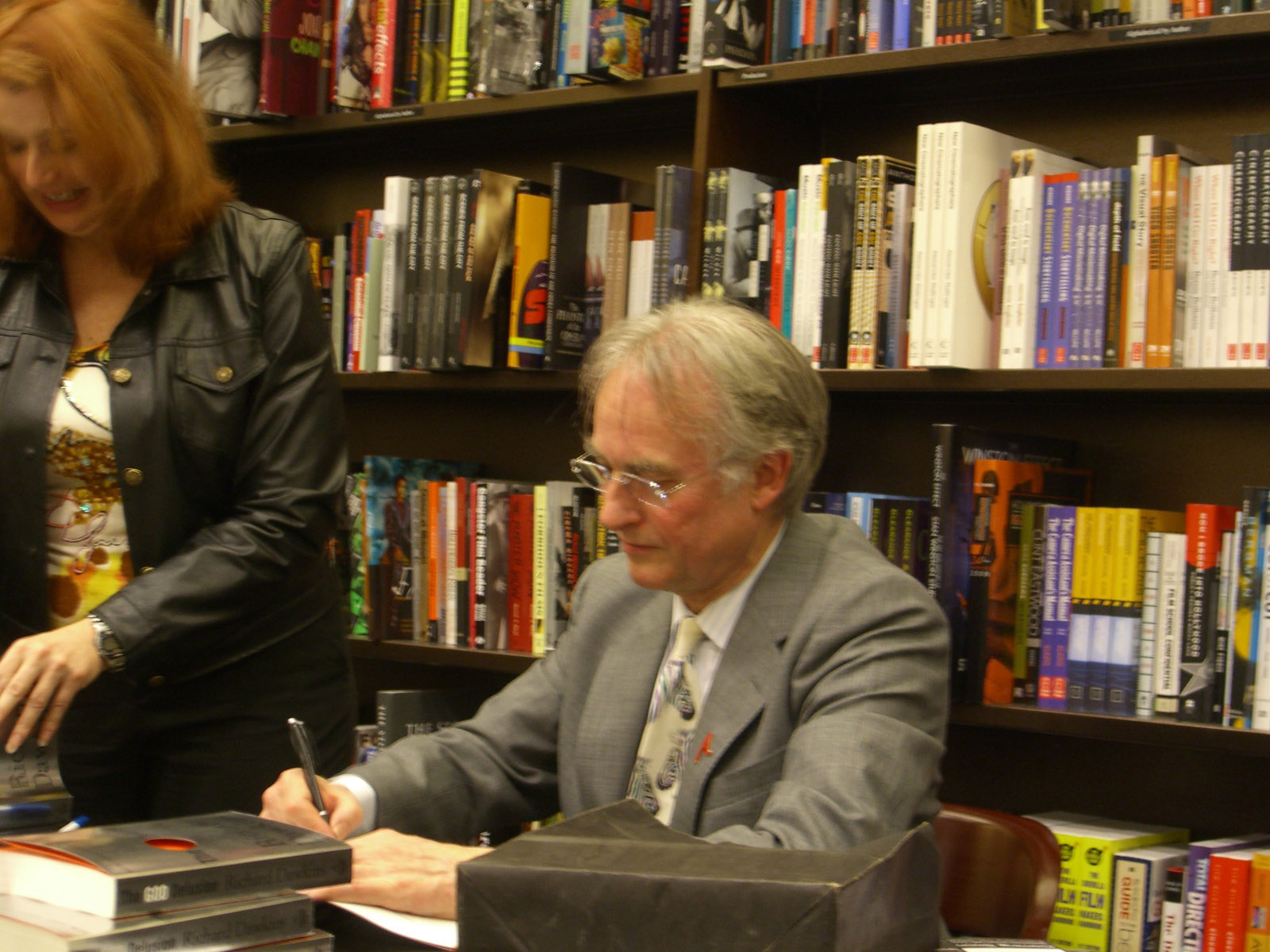
Richard Dawkins mentre firma autografi

## Sinossi
Dawkins sostiene che la fede in un creatore sovrannaturale si qualifica come un delirio (delusion in inglese, termine presente nel titolo originale del libro), che egli definisce come una credenza falsa e persistente, mantenuta anche di fronte a forti prove contraddittorie. È concorde con l'osservazione di Robert Pirsig secondo cui "quando una persona soffre di delirio parliamo di pazzia, ma quando ciò accade a molte persone parliamo di religione."
Dawkins scrive che The God Delusion contiene quattro messaggi che "sviluppano la coscienza":
- gli atei possono essere felici, equilibrati, morali ed intellettualmente appagati;
- la selezione naturale e simili teorie scientifiche sono superiori all'"ipotesi di Dio" - l'illusione del disegno intelligente - nel dare una spiegazione del mondo vivente e del cosmo. La necessità di trovare una spiegazione all'origine dell'uomo nasce dal fatto che esseri estremamente complessi sono anche estremamente improbabili e non si possono spiegare col caso. La selezione naturale spiega come da individui più semplici possano nascere individui più complessi. Ipotizzare l'esistenza di un dio creatore significa ipotizzare l'esistenza di un essere estremamente complesso ossia più improbabile dello stesso uomo, il che non spiegherebbe nulla ripresentando semplicemente il problema amplificato. Chi ha creato un essere di tale complessità? Dawkins suggerisce che, ammesso che esista, sia a sua volta il risultato di un processo di evoluzione naturale;
- i bambini non dovrebbero essere "etichettati" con la religione dei loro genitori, allo stesso modo in cui non sono "etichettati" con la fede politica dei loro genitori. I bambini, sostiene Dawkins, non hanno scelto coscientemente di appartenere ad una religione. Non si dovrebbe parlare di "bambino cattolico" o "bambino musulmano", così come non si parla di "bambino comunista";
- gli atei dovrebbero essere orgogliosi, non vergognarsi, perché l'ateismo è indice di una mente indipendente e in salute.

Secondo l'autore la fede religiosa è pericolosa perché può spingere gli uomini a compiere azioni atroci. Dawkins sostiene la tesi del fisico statunitense Steven Weinberg; secondo cui la religione è un insulto alla dignità dell'uomo, senza di essa ci sarebbero persone buone che compiono buone azioni e cattive persone che compiono cattive azioni; la religione però può fare compiere cattive azioni alle persone buone. Le guerre di religione, le crociate, il tribunale del santo uffizio, le bombe dei kamikaze islamici sono esempi di azioni che hanno creato dolore e sparso sangue. Dawkins si chiede quante persone buone hanno commesso questi omicidi a causa della loro fede religiosa.
Dawkins inoltre risponde a chi sostiene che "Dio deve esistere, perché molti miliardi di persone credono in lui", ricordando che niente diventa vero solo perché qualcuno crede che sia vero. In passato milioni di persone hanno creduto che la terra fosse piatta, dobbiamo forse dedurre che la terra lo fosse davvero?
Nel libro si affronta anche il tema etico, argomentando che i testi sacri non sono alla base dell'etica moderna. In essi ci sono sia episodi edificanti, che episodi contrari all'etica moderna. Chi sostiene che i testi sacri siano di guida dal punto di vista etico sta ignorando questi ultimi episodi. Secondo Dawkins il criterio in base al quale decidere cosa ignorare e cosa no non può essere dedotto dagli stessi testi che li contengono, ma è riconducibile ad idee nuove, cioè ad un processo di modernizzazione che è in corso da secoli e che non è imputabile alle religioni. Fenomeni come l'abolizione della schiavitù, il progresso della democrazia, la condanna della tortura indicano che l'umanità sta maturando dal punto di vista morale. Tuttavia episodi come le uccisioni di medici abortisti e le stragi compiute da fanatici religiosi sembrano indicare che questa maturazione avvenga nonostante l'effetto frenante delle religioni.
Un altro tema su cui l'autore si sofferma è l'immunità di cui godono le religioni. Le religioni sono immuni da qualsiasi critica, nessuno ha il diritto di criticare o porre in dubbio le "verità" di una fede religiosa. Nella nostra società, persino tra gli atei, si è affermata l'idea che sia assolutamente normale muovere obiezioni a chi crede nell'astrologia, negli oroscopi, ma non a chi crede nella nascita di un bambino da una donna non fecondata, nella resurrezione di un uomo morto da tre giorni, nel fatto che la rivoluzione della terra intorno al sole sia stata temporaneamente fermata per consentire la vittoria dell'esercito di Israele ed altri episodi simili. Nel giudicare quanto riportato in un testo sacro non prestiamo alcun ascolto al buon senso, tantomeno alla ragione. Se leggiamo che un dio, offeso da un atto di insubordinazione dell'uomo, decide dopo anni di perdonare l'offesa non ci soffermiamo a riflettere su quanto sia strano che:
- il dio scelga di farsi torturare e crocifiggere, per lavare con il proprio sangue l'offesa che egli stesso ritiene di aver subito, anziché semplicemente comunicare all'uomo che è perdonato;
- il dio scelga di perdonare solo i battezzati, e quindi considerare colpevoli, tra i tanti, anche i bambini morti prima di essere battezzati, e probabilmente quando erano troppo piccoli per compiere qualsiasi peccato.

Chi impedisce a questo dio di scegliere un modo più semplice di perdonare il genere umano? Perché questo dio sceglie la via del masochismo, della sofferenza, della tortura e della morte?

## Significato del titolo
Il titolo originale in inglese è The God Delusion. Dawkins stesso spiega nel capitolo 1 che God (traduzione letterale del Dio cristiano) è una metafora che indica l'idea di una o più divinità creatrici a cui vengono attribuite caratteristiche tipicamente umane. Dawkins chiama "personal god" (dio umanizzato) tale idea. Nella prefazione, invece, Dawkins spiega il significato del termine delusion: rifacendosi al Penguin English Dictionary, l'autore definisce delusion una "credenza o impressione falsa". In italiano la traduzione letterale è delirio (da non confondersi con delirium). Tuttavia, dal momento che la parola "delirio" in contesti non psicopatologici ha assunto un significato diverso, l'edizione italiana utilizza "illusione". Il significato in italiano del titolo originale si avvicina quindi a una perifrasi del tipo "L'illusione delirante dell'idea di divinità creatrice umanizzata".

## Reazioni del mondo culturale
Il libro ha prodotto reazioni ovviamente sia positive che negative a seconda dei vari ambienti. Il libro è stato pubblicato con l'endorsement di ricercatori come il premio Nobel James D. Watson e lo psicologo di Harvard Steven Pinker.
Il libro venne nominato "Miglior Libro" al British Book Awards, dove Dawkins fu nominato Autore dell'anno.
Il London Review of Books critica Richard Dawkins per non condurre una ricerca appropriata dell'argomento che tratta, ossia la religione, e di creare un sofismo per sviluppare le sue conclusioni contro la validità del teismo.
Il teologo dell'Università di Oxford Alister McGrath (autore di The Dawkins Delusion (L'illusione di Dawkins) e Dawkins' God) afferma che Dawkins è ignorante nell'argomento della teologia cristiana e quindi non può dibattere di religione e fede in maniera intelligente. In risposta, Dawkins controbatte: "Ma che, bisogna approfondire in materia di follettologia prima di non credere ai folletti?" e — nell'edizione tascabile (EN)  del suo libro — fa riferimento alle argomentazioni del biologo americano Paul Zachary Myers, che ha scritto una satira su questo tipo di logica addotta da McGrath, chiamandola "La Risposta del cortigiano" (cfr. I vestiti nuovi dell'imperatore).
Il filosofo cristiano Keith Ward, nel suo libro del 2006 Is Religion Dangerous?, controbatte all'affermazione di Dawkins e di altri di come la religione sia socialmente pericolosa.
L'eticista Margaret Somerville, suggerisce che Dawkins "esagera nel processo alla religione", particolarmente il suo ruolo nei conflitti umani. Molti dei difensori di Dawkins affermano che i suoi critici hanno generalmente frainteso il suo vero punto: durante un dibattito a Radio 3 Hong Kong, David Nicholls, scrittore e presidente della Fondazione Atea d'Australia, ribadisce i sentimenti di Dawkins che la religione è "un aspetto inutile" dei problemi globali.
Nel suo libro Il furore di Dio, il filosofo tedesco Peter Sloterdijk definisce L'illusione di Dio "un monumento imperituro alla banalità dell'ateismo anglicano" e Richard Dawkins un esempio di come "certi atei professi possano venire turlupinati dal loro stesso zelo".
Il 3 ottobre 2007, John Lennox, professore di matematica all'Università di Oxford, dibatte pubblicamente con Dawkins all'University of Alabama at Birmingham, opponendosi alla validità delle sue affermazioni contro la fede cristiana.
Dawkins sostiene che "l'esistenza di Dio è un'ipotesi scientifica come tante altre". Non è d'accordo con il principio di Stephen Jay Gould sui "magisteri non sovrapposti" (NOMA): in un'intervista sulla rivista TIME, Dawkins dice:

Penso che i compartimenti separati di Gould siano soltanto uno stratagemma per attirare verso la scienza le persone religiose che stanno nel mezzo. Ci sono un sacco di posti in cui la religione non si tiene fuori dal campo scientifico. Qualsiasi credenza nei miracoli è totalmente contraddittoria non solo ai fatti della scienza, ma anche allo spirito della scienza.
L'astrofisico Martin Rees asserisce che l'attacco di Dawkins alla religione mainstream è futile. In merito all'affermazione di Rees sul suo libro Our Cosmic Habitat che dice "tali questioni stanno al di là della scienza; sono infatti di competenza dei filosofi e dei teologi", Dawkins chiede "quali competenze possono portare i teologi a profonde domande cosmologiche che gli scienziati non possono?" Altrove, Dawkins scrive che "c'è tutta la differenza del mondo tra una credenza che si è disposti a difendere citando prove e logica, e una credenza che non è supportata da null'altro che tradizione, autorità o rivelazione."

## Edizioni
- Richard Dawkins, L'illusione di Dio, traduzione di Laura Serra, Arnoldo Mondadori Editore, 2007,  pp. 400, cap. 10, ISBN 978-88-04-57082-0.

- Richard Dawkins, L'illusione di Dio, traduzione di Laura Serra, Arnoldo Mondadori Editore, 2010 (3ª edizione),  pp. 400, cap. 10, ISBN 978-88-04-57082-0.